# Stephanie Haarländer
Stephanie Haarländer (* 28. Mai 1961 in München) ist eine deutsche Mittelalterhistorikerin und ehemalige Hochschullehrerin.

## Leben
Nach dem Abitur 1980 studierte Haarländer Mathematik und Physik für das Lehramt an Gymnasien an der Technischen Universität München, bis sie im Wintersemester 1983/84 ein Studium der Geschichte, Politologie und germanistischen Mediävistik an der Ludwig-Maximilians-Universität München begann, das sie im Wintersemester 1988/89 mit dem Magister abschloss. Anschließend war sie bis zum Wintersemester 1996/97 als wissenschaftliche Mitarbeiterin am Lehrstuhl von Friedrich Prinz für Mittelalterliche Geschichte und Vergleichende Landesgeschichte des Instituts für Bayerische Geschichte an der LMU München tätig, wo sie im Wintersemester 1993/94 mit einer Arbeit über die Lebensbeschreibungen von Bischöfen der Ottonen- und Salierzeit promoviert wurde. 
Ab dem Sommersemester 1997 war Haarländer als wissenschaftliche Assistentin und ab 2003 als Hochschuldozentin am Lehrstuhl für Mittelalterliche Geschichte, Abteilung II des Historischen Seminars der Johannes Gutenberg-Universität Mainz beschäftigt. Am 23. Juli 2003 habilitierte sie sich im dortigen Fachbereich Geschichts- und Kulturwissenschaften mit einer Arbeit über mittelalterliche Doppelklöster.
Im Wintersemester 2008/09 übernahm Haarländer die Vertretung des Lehrstuhls für Mittelalterliche Geschichte/Thüringische Landesgeschichte an der Friedrich-Schiller-Universität Jena. Im Sommersemester 2009 hatte sie eine Vertretungsprofessur für Geschichte des Mittelalters am Institut für Geschichtswissenschaften der Universität Bremen inne. Im Wintersemester 2009/10 vertrat sie den Lehrstuhl für Mittelalterliche Geschichte an der Universität Magdeburg. Auch im Sommersemester 2010 vertrat Haarländer eine Professur, diesmal an der Universität Trier. Von 2010 bis 2011 (Winter- und Sommersemester) war sie Akademische Rätin auf Zeit an der Johannes-Gutenberg-Universität Mainz. Im Wintersemester 2011/12 vertrat sie eine Lehrdozentur an der Ruprecht-Karls-Universität Heidelberg; danach hatte sie zwei Semester eine Lehrdozentur an der Universität Mannheim inne, im Sommer 2013 dann noch Lehraufträge an den Universitäten Mannheim und Erfurt. Seit Winter 2013 ist sie nicht mehr an der Universität tätig. 
Seit Januar 2015 arbeitet sie im Archiv und im Sekretariat des Provinzialats der Armen Schulschwestern von Unserer Lieben Frau im Münchner Angerkloster. 

## Schriften (Auswahl)
- Rabanus Maurus zum Kennenlernen. Ein Lesebuch mit einer Einführung in sein Leben und Werk. Bistum Mainz, Mainz 2006, ISBN 3-934450-24-5.
- Bonifatius in Mainz. Die Überlieferung vom 8. bis zum 18. Jahrhundert. In: Barbara Nichtweiß (Hrsg.): Bonifatius in Mainz. Mit Beiträgen von Stephanie Haarländer, … und einer Quellensammlung. Bistum Mainz u. a., Mainz 2005, ISBN 3-934450-18-0 (= Neues Jahrbuch für das Bistum Mainz. Sonderband), S. 55–238.
- Vitae episcoporum. Eine Quellengattung zwischen Hagiographie und Historiographie, untersucht an Lebensbeschreibungen von Bischöfen des Regnum Teutonicum im Zeitalter der Ottonen und Salier. Hiersemann, Stuttgart 2000, ISBN 3-7772-0022-0 (= Monographien zur Geschichte des Mittelalters. Band 47).
- Georg Jenal unter Mitarbeit von Stephanie Haarländer (Hrsg.): Gegenwart in Vergangenheit. Beiträge zur Kultur und Geschichte der Neueren und Neuesten Zeit. Festgabe für Friedrich Prinz zu seinem 65. Geburtstag. Oldenbourg, München 1993, ISBN 3-486-56036-0.
- Georg Jenal unter Mitarbeit von Stephanie Haarländer (Hrsg.): Herrschaft, Kirche, Kultur. Beiträge zur Geschichte des Mittelalters. Festschrift für Friedrich Prinz zu seinem 65. Geburtstag (= Monographien zur Geschichte des Mittelalters. Band 37). Hiersemann, Stuttgart 1993, ISBN 3-7772-9321-0.
- Historischer Teil in: Lothar Altmann, S. H., Thomas M. Freihart OSB: Benediktinerabtei Weltenburg. Geschichte und Kunst (Kirchen und Klöster, Große Kunstführer 86), Schnell & Steiner, Regensburg 2019, ISBN 978-3-7954-3460-1.